# Жнива розпачу (фільм)
«Жнива розпачу» (англ. Harvest of Despair) — канадський історично-документальний фільм про Голодомор в Україні 1932-1933 років, створений у 1984 р. Святославом Новицьким і Юрієм Луговим за сприяння Українсько-канадського дослідчо-документаційного центру в Торонто та фінансової підтримки Національного кінематографічного управління, який демонструвала Канадська телерадіомовна корпорація (Сі-Бі-Сі). 

## Знімальна група
Режисер: Святослав Новицький

Сценарист: Святослав Новицький

Оператор: 
Продюсер: Юрій Луговий

Композитор:

## Нагороди
- 1985 — Міжнародний фестиваль кіно-телевізійних фільмів у Нью-Йорку (1985 рік). Ґран прі «Срібна чаша» за найкращий із 837 фільмів світу. Перша нагорода і золота медаль.
- 1985 — Кінофестиваль у Лінкольн-Центрі, Нью-Йорк
- 1985 — Міжнародний кінофестиваль у Гюстоні. Перша нагорода «Лоун Стар».
- 1985 — Міжнародний кінофестиваль у Страсбурзі
- 1985 — «Фестиваль де Фільм де Монд» у Монреалі